# Memorial de Guerra de Hove
O Memorial de Guerra de Hove é um memorial da Primeira Guerra Mundial projetado por Sir Edwin Lutyens e localizado na Grand Avenue em Hove, parte da cidade de Brighton e Hove, na costa sul da Inglaterra. Hove foi o local de um dos primeiros eventos de recrutamento no início da guerra e, posteriormente, de vários hospitais militares. Mais de 600 homens da cidade foram mortos durante a guerra, um quarto deles apenas do regimento local. Um comité do memorial de guerra foi estabelecido em 1919 e Lutyens foi contratado como arquiteto. Um projeto foi estabelecido em 1920 após duas propostas mal sucedidas; Lutyens escolheu o local entre várias opções.
Lutyens projetou uma coluna toscana numa base de três estágios, encimada por uma estátua de São Jorge, padroeiro da Inglaterra. São Jorge, criado no estúdio de Sir George Frampton, segura uma espada pela lâmina numa mão e um escudo na outra. A mesma estátua, com variações, aparece em vários outros monumentos de Frampton, incluindo o Memorial de Guerra de Fordham em Cambridgeshire, também de Lutyens. A base contém várias inscrições dedicatórias mas nenhum nome, que estão registados em placas na biblioteca da cidade.
O memorial foi inaugurado a 27 de fevereiro de 1921 por Lord Leconfield; Lutyens, na Índia, foi representado pelo seu gerente de escritório. É um edifício classificado de grau II.

## Antecedentes
Após a Primeira Guerra Mundial e as suas baixas sem precedentes, milhares de memoriais de guerra foram construídos em toda a Grã-Bretanha. Entre os designers de memoriais mais proeminentes estava o arquiteto Sir Edwin Lutyens, descrito pela Historic England como "o principal arquiteto inglês da sua geração". Lutyens estabeleceu a sua reputação ao projetar casas de campo para clientes ricos por volta da viragem do século XX e mais tarde construiu grande parte de Nova Delhi, contudo a guerra teve um efeito profundo sobre ele. A partir daí, dedicou grande parte do seu tempo a comemorar as baixas da guerra. Tornou-se conhecido por O Cenotáfio em Londres, que se tornou o memorial nacional da Grã-Bretanha, e pelo seu trabalho para a Imperial War Graves Commission.
Localizada na costa sul da Inglaterra, Hove foi o local de uma estação de Reserva Voluntária da Marinha Real antes da Primeira Guerra Mundial. O estabelecimento cresceu em importância com a iminência da guerra e a 1.ª Esquadra de Batalha visitou a cidade em julho de 1914 a convite do presidente da cidade. Hove Town Hall foi palco de um dos primeiros eventos de recrutamento em larga escala no mês seguinte, após a declaração de guerra da Grã-Bretanha à Alemanha e o subsequente esforço para expandir as forças armadas. Longas filas de homens de Hove, Portslade e arredores marcharam para o edifício para se alistarem, tendo sido abordados pelo romancista Sir Arthur Conan Doyle. Hospitais de campanha, incluindo um na Escola de Gramática de Brighton, Hove e Sussex na cidade, foram estabelecidos ao longo da costa sul para cuidar de militares feridos evacuados da França. Outras escolas e grandes edifícios foram ocupados de forma semelhante, e o hospital local tratou de quase 900 homens ao longo da guerra. A cidade também hospedou várias famílias de refugiados belgas e um contingente de prisioneiros de guerra alemães. Mais de 600 homens de Hove morreram na guerra, dos quais 163 serviam no regimento local, o Royal Sussex.

## Comissionamento
A proposta de um memorial de guerra em Hove apareceu pela primeira vez na secção de notas da sacristia de um jornal local. Como em muitos lugares, um comité do memorial de guerra foi formado para cuidar das comemorações da cidade e arrecadar fundos, iniciando os seus trabalhos em janeiro de 1919. Houve pedidos de dentro da comunidade para um memorial funcional, como um salão de reuniões - que seria benéfico para os vivos - em vez de um monumento decorativo. Em maio, o comité decidiu alocar uma pequena parte dos seus fundos para um memorial decorativo, com o restante a ser usado para fins práticos, como doações para viúvas de guerra e órfãos. Eles escolheram Lutyens para projetar o monumento, desejando um arquiteto eminente. A primeira proposta de Lutyens foi para um cenotáfio, e ele construiu uma maquete de madeira para exposição pública à beira-mar. O cenotágio foi rejeitado pela opinião pública, assim como a sua proposta seguinte, um obelisco. O projeto de sucesso, para uma estátua e coluna, foi acordado em março de 1920. A primeira escolha de local do comité foi no Jardins Palmeira, mas o proprietário recusou a permissão, deixando o comité com três locais na Grand Avenue. Em junho de 1920, Lutyens visitou Hove e escolheu um local no meio da estrada, próximo ao extremo norte e paralelo à estátua da Rainha Vitória no extremo sul. Lutyens projetou dezenas de memoriais de guerra em toda a Inglaterra, embora o de Hove fosse o único em Sussex. Muitos memoriais de guerra foram adiados por desentendimentos locais ou problemas de arrecadação de fundos, mas o de Hove ocorreu de forma relativamente tranquila depois de o projeto ter sido acordado. O projeto foi um dos primeiros de Lutyen a ser concluído.

## Design

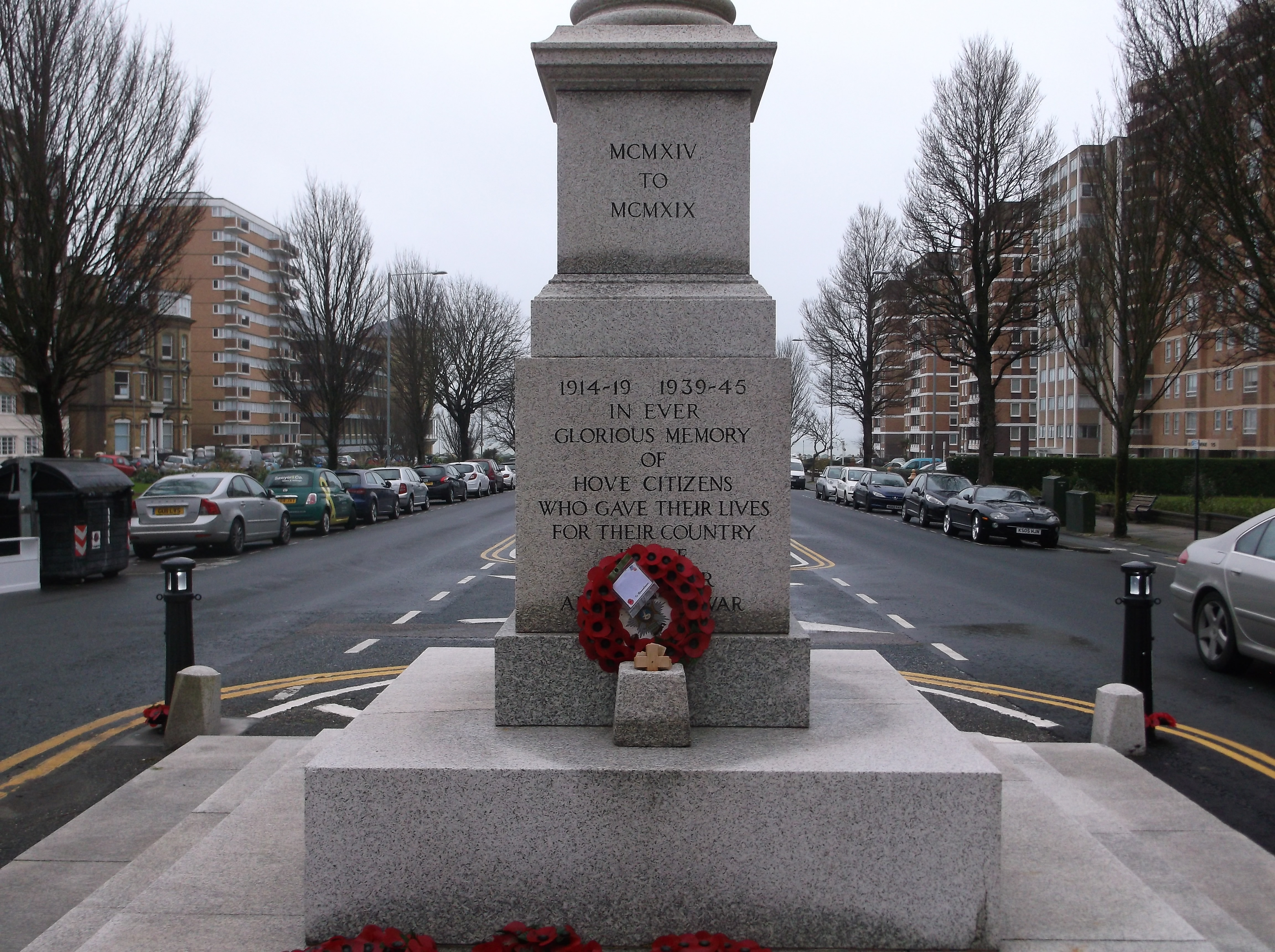
As secções inferiores do memorial, mostrando as inscrições, parcialmente obscurecidas por uma coroa de papoulas colocada num serviço de lembraça

O memorial consiste numa estátua de bronze de São Jorge no topo de uma coluna de pedra. A estátua usa uma armadura de estilo renascentista e segura uma espada pela lâmina abaixo do punho na mão direita e um escudo na esquerda. A figura era uma versão modificada de um desenho genérico do estúdio de Sir George Frampton, embora não haja evidências de que o escultor estivesse pessoalmente envolvido. São Jorge fica num pedestal no topo de uma coluna toscana. Na parte inferior da coluna há um dado quadrado de dois estágios (a secção do meio), que contém as inscrições e, abaixo dele, uma base de dois blocos quadrados de pedra. Todo o memorial fica em três degraus rasos de pedra, levando o memorial a uma altura total de 10 metros. Nos cantos do degrau inferior estão postes de amarração baixos de pedra, parte do projeto original; ao lado deles estão os pilares de luminárias de metal, que foram adicionados posteriormente.
A inscrição principal está na face norte:

IN EVER GLORIOUS MEMORY OF HOVE CITIZENS WHO GAVE THEIR LIVES FOR THEIR COUNTRY IN THE GREAT WAR AND WORLD WAR

Em português:
NA SEMPRE GLORIOSA MEMÓRIA DOS CIDADÃOS DE HOVE QUE DERAM AS SUAS VIDAS PELO SEU PAÍS NA GRANDE GUERRA E GUERRA MUNDIAL

As datas das guerras estão inscritas acima da dedicação. A face sul ostenta a frase "O seu nome vive para sempre", uma citação bíblica sugerida a Lutyens por Rudyard Kipling e que aparece em muitos dos memoriais de Lutyens. As datas da Primeira e da Segunda Guerra Mundial estão inscritas em algarismos romanos em cada face superior do pedestal: "MCMXIV TO MCMXIX" (1914–1919) nas faces norte e sul e "MCMXXXIX TO MCMXLV" (1939–1945) nas faces leste e oeste. As inscrições relativas à Segunda Guerra Mundial foram adicionadas após esse conflito. Nenhum nome está listado no memorial. Em vez disso, 631 nomes foram gravados numa série de placas de latão, emolduradas em carvalho e montadas na entrada da Biblioteca de Hove.
As colunas eram bastante incomuns como memoriais da Primeira Guerra Mundial na Grã-Bretanha. Onde eles foram encimados por uma escultura, figuras alegóricas como Vitória eram a escolha mais comum, mas vários comités memoriais escolheram São Jorge, o santo padroeiro da Inglaterra. Variações do modelo de Frampton aparecem em vários lugares, o primeiro (um memorial da Guerra dos Bôeres) no Colégio de Radley, em Oxfordshire. Outro encontra-se em Maidstone, em Kent, e Lutyens produziu um projeto quase idêntico para o Memorial de Guerra de Fordham em Cambridgeshire, revelado no mesmo ano que o de Hove. Todos têm alguma semelhança com as estátuas de David do escultor renascentista Donatello. São Jorge era tradicionalmente usado para incorporar tradições de bravura, cavalheirismo e honra, cujas características também eram aplicadas aos mortos de guerra da Grã-Bretanha.
A Guide to the Buildings of Brighton chama o memorial de uma "homenagem elegante e contida aos cidadãos de Hove que morreram durante a Primeira Guerra Mundial" e a Historic England o descreve-o como "uma testemunha eloquente dos trágicos impactos dos eventos mundiais nesta comunidade". Alasdair Glass, num artigo para a Regency Society of Brighton and Hove, comparou-o desfavoravelmente ao vizinho Memorial de Guerra de Lewes. Glass descreveu a coluna como "inexpressiva" e "diminuída pela sua configuração no vazio da Grand Avenue" e a estátua como "formulária e sem originalidade", dada a sua semelhança com outras obras de Frampton. Glass também criticou o posicionamento de São Jorge de costas para o mar, em comparação com o de Lewes, que fica voltado para o leste em direção aos campos de batalha.

## História

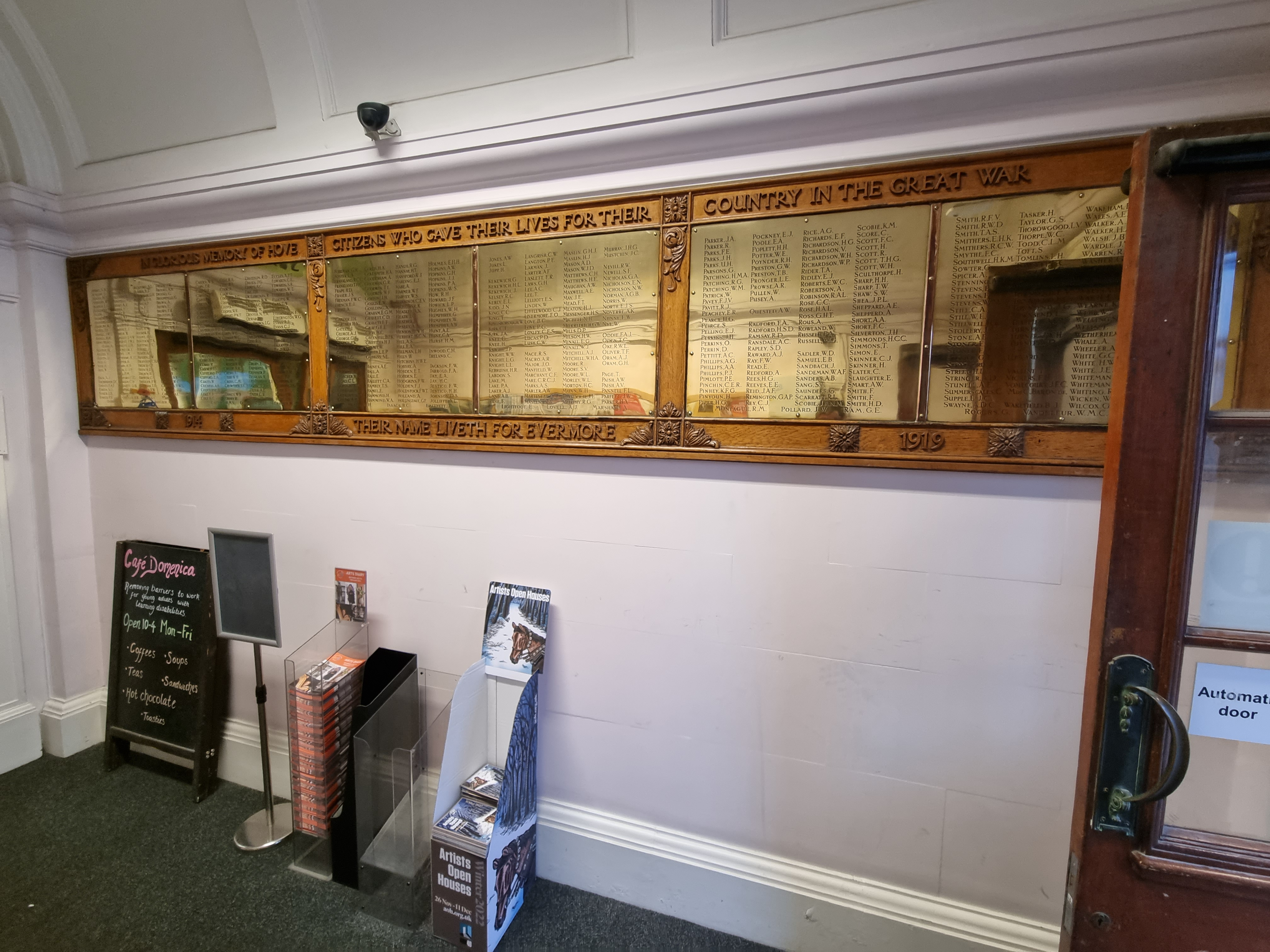
Os nomes dos mortos de guerra de Hove estão gravados em placas de latão montadas na entrada da biblioteca da cidade

O custo total do memorial foi de 1537 libras (1920). Foi revelado no dia 27 de fevereiro de 1921 por Charles Wyndham, 3.º Barão Leconfield, Lorde Tenente de Sussex, 11 meses após o artigo de jornal que o motivou. Lutyens estava na Índia, a trabalhar no seu projeto para Nova Delhi, mas enviou o seu gerente de escritório, A. J. Thomas, no seu lugar. Milhares de pessoas locais compareceram à cerimónia de inauguração, incluindo 1000 parentes daqueles que faleceram. A cerimónia terminou com o arriar das bandeiras e quatro corneteiros tocando o "Last Post". Membros do público e organizações locais colocaram coroas de flores e outros tributos florais, incluindo o Brighton & Hove Albion Football Club, que perdeu quatro jogadores e um membro da equipa durante a guerra. A altura do memorial e a inclinação da estrada significam que o memorial tem vista para o mar e para a estátua de Sir Thomas Brock da Rainha Vitória (1901). O seu ambiente era espaçoso e tranquilo quando foi construído, mas desde então ficou ocupado com o tráfego.
Lutyens adaptou o projeto para uma proposta de memorial de guerra em Shere, Surrey, mas o comité do memorial optou por um arquiteto e design diferentes. O Memorial de Guerra de Hove foi designado como edifício classificado de grau II no dia 2 de novembro de 1992, o que significa que é considerado de interesse arquitetónico ou histórico especial. O estatuto da obra classificada fornece proteção legal contra demolição ou modificação contra o propósito ou estética da obra. Em 2015, como parte das comemorações do centenário da Primeira Guerra Mundial, os memoriais de guerra de Lutyens foram reconhecidos como uma coleção nacional e todos os seus memoriais independentes na Inglaterra, incluindo o de Hove, foram classificados ou tiveram as suas entradas de lista atualizadas com novas pesquisas.